# Batista jama (Bijaka)
Batista jama (Bijaka) este o arie protejată (sit de importanță comunitară — SCI) din Croația întinsă pe o suprafață de 0,78 ha, integral marine.

## Localizare
Centrul sitului Batista jama (Bijaka) este situat la coordonatele 43°19′56″N 16°26′10″E / 43.332267°N 16.436247°E.

## Înființare
Situl Batista jama (Bijaka) a fost declarat sit de importanță comunitară în iulie 2013 pentru a proteja un număr necunoscut de specii din flora spontană și fauna sălbatică aflate în arealul zonei.

## Biodiversitate
Situată în ecoregiunea marină mediteraneană, aria protejată conține 1 habitat natural: Peșteri marine scufundate complet sau parțial.
La baza desemnării sitului se află un număr nedeclarat de specii protejate.